# 达姆斯多夫
达姆斯多夫（德語：Damsdorf）是德国石勒苏益格－荷尔斯泰因州的一个市镇。总面积7.75平方公里，总人口238人，其中男性119人，女性119人（2011年12月31日），人口密度31人/平方公里。